# Bipartidism

Reprezentarea grafică a componenței Camerei Reprezentanților aleasă în 2022 demonstrează sistemul bipartid al Statelor Unite.

Reprezentarea grafică a componenței Camerei Comunelor aleasă în 2024 demonstrează sistemul bipartid al Regatului Unit.

Bipartidismul sau sistemul cu două partide este un sistem politic în care două partide mari domină scena politică în mod consistent. În orice moment, unul dintre cele două partide deține de obicei majoritatea în parlament și este de obicei denumit partidul majoritar sau de guvernare, în timp ce celălalt este partidul minoritar sau de opoziție. În lume, termenul are semnificații diferite. Spre exemplu, în Statele Unite, Bahamas, Jamaica, și Zimbabwe, sensul de bipartidism descrie un aranjament în care toți sau aproape toți oficialii aleși aparțin oricăruia dintre cele două partide majore, iar părțile terțe câștigă rareori un loc în legislativ. În astfel de aranjamente, se crede că sistemele bipartide rezultă din mai mulți factori, cum ar fi „câștigătorul ia tot” sau sistemele electorale „primul trecut după”.
În astfel de sisteme, în timp ce șansele ca candidații terților să câștige alegerile pentru funcții naționale majore sunt minime, este posibil ca grupurile din cadrul partidelor mai mari, sau în opoziție cu unul sau ambele, să exercite influență asupra celor două partide majore. În schimb, în Canada, Regatul Unit și Australia și în alte sisteme parlamentare din alte părți, termenul de sistem bipartid este uneori folosit pentru a indica un aranjament în care două partide majore domină alegerile, dar în care există părți terțe sau independenți care câștigă unele locuri în legislativ și în care cele două partide majore exercită o influență proporțional mai mare decât ar sugera procentul lor de voturi.
Au fost dezbătute explicațiile pentru care un sistem politic cu alegeri libere poate evolua într-un sistem bipartid. O teorie principală, denumită legea lui Duverger, afirmă că două partide sunt rezultatul natural al unui sistem de vot în care câștigătorul ia tot.
În general, un sistem cu două partide devine o diviziune dihotomică a spectrului politic cu un partid aparent de stânga și de dreapta: Partidul Democrat versus Partidul Republican din Statele Unite, Partidul Laburist versus blocul Coaliția Liberal-Națională în Australia, Partidul Laburist versus Partidul Conservator din Regatul Unit și Partidul Laburist versus Partidul Naționalist din Malta.
Este posibil ca alte partide din aceste țări să fi avut candidați aleși în funcții locale sau subnaționale.